# 十勝エコロジーパーク
十勝エコロジーパーク（とかちエコロジーパーク、英語: Tokachi Ecology Park）は、河東郡音更町・中川郡幕別町・中川郡池田町にかけてある公園。一部区域は道立公園（北海道立十勝エコロジーパーク）になっている。

## 概要
「自然と人間の共生を目指す公園」「100年先を目指す環境育成型の公園」「市民活動を誘発する公園」「十勝全体へと発信する公園」を理念に掲げた自然環境体験型公園。十勝川を挟む形で設置された公園内では野鳥や魚類を近くで観察することができる。散策園路は十勝川温泉フットパスのルートになっている。
公園建設は、国（帯広開発建設部）による十勝川の千代田新水路事業、道の十勝圏道立広域公園事業、自治体（1市3町）による都市計画公園事業等からなる広域連携事業として行った。

## 歴史
1983年（昭和58年）に北海道東北開発公庫が発表した「21世紀のビジョン」の中でリストアップされた「サーモンパーク構想」を受けて、十勝川温泉の経営者が構想実現に向けて動き出し、帯広青年会議所が市民組織を巻き込んで活動の輪を広げていった。
- 1985年（昭和60年）：「十勝サーモンパーク懇話会」設立[1]。
- 1995年（平成07年）：千代田新水路着工[9]。
- 1997年（平成09年）：十勝エコロジーパーク財団設立[1]。
- 1998年（平成10年）：道立公園を含む広域公園の名称が「十勝エコロジーパーク」となり都市計画決定[1]。
- 2003年（平成15年）：十勝エコロジーパーク一部（56ヘクタール）供用[10]（この区域は『第19回都市公園コンクール』国土交通大臣賞（設計部門）を受賞[11]）。
- 2006年（平成18年）：道立公園区域が全面供用。
- 2007年（平成19年）：千代田新水路供用開始[9]。
- 2008年（平成20年）：十勝エコロジーパーク全面供用[2][12]。

## 施設
- ビジターセンター
  - 管理事務所
  - エコパカフェ
  - インドアガーデン
  - ギャラリー
- コテッジ
- トレーラーハウス
- キャンプサイト（電源設備なし）
  - プライベートサイト（オートキャンプサイト）
  - フリーテントサイト
  - 炊事場
  - トイレ
- フワフワドーム
- 土のフォーリー（多目的施設）
- プロジェクトハウス
- 水と霧の遊び場
- 大池
- ピクニック広場
- ととろ～ど 魚道観察室[13]

## 生き物
公園内では様々な動植物が確認でき、季節により生息している生物が異なっている。春には芝生にセイヨウタンポポが咲き、キタキツネの子育てが始まり、夏にはミヤマクワガタがハルニレの樹液に集まる。秋には千代田堰堤や千代田分流堰でサケ、マスの遡上が最盛期を迎え、冬になると越冬のためタンチョウやオジロワシ、オオワシが訪れる。また、河畔林ではヤナギ、ケショウヤナギなどの林がある。

## イベント
2012年（平成24年）8月4日には、松山千春がピクニック広場で野外ライヴ『デビュー35周年記念 Summer Live in 十勝』を開催した。
- フットパスウォーキング（6月）
- ウィンターフェスinエコパ（11月から3月）
- 親子雪だるまコンテスト（1月）

## アクセス
北海道道73号帯広浦幌線や国道38号などからアクセスする。音更側は十勝川温泉に隣接しており、十勝川温泉アクアパーク、十勝が丘公園にも近接している。
- 北海道旅客鉄道（JR北海道）帯広駅から車で約20分
- 道東自動車道音更帯広ICから車で約20分
- 帯広空港（とかち帯広空港）から車で約40分

## 参考資料
- “動きだすエコロジーパーク（1）”. 十勝毎日新聞 (十勝毎日新聞社). (1998年).  オリジナルの2016年10月18日時点におけるアーカイブ。 2019年11月26日閲覧。
- “動きだすエコロジーパーク（2）”. 十勝毎日新聞 (十勝毎日新聞社). (1998年).  オリジナルの2016年10月18日時点におけるアーカイブ。 2019年11月26日閲覧。
- “動きだすエコロジーパーク（3）”. 十勝毎日新聞 (十勝毎日新聞社). (1998年).  オリジナルの2016年10月18日時点におけるアーカイブ。 2019年11月26日閲覧。
- “動きだすエコロジーパーク（4）”. 十勝毎日新聞 (十勝毎日新聞社). (1998年).  オリジナルの2016年10月18日時点におけるアーカイブ。 2019年11月26日閲覧。
- “動きだすエコロジーパーク（5）”. 十勝毎日新聞 (十勝毎日新聞社). (1998年).  オリジナルの2016年10月18日時点におけるアーカイブ。 2019年11月26日閲覧。
- “環境との共生 十勝エコパーク全面供用（上）”. 十勝毎日新聞 (十勝毎日新聞社). (2008年).  オリジナルの2016年10月18日時点におけるアーカイブ。 2019年11月26日閲覧。
- “環境との共生 十勝エコパーク全面供用（中）”. 十勝毎日新聞 (十勝毎日新聞社). (2008年).  オリジナルの2016年10月18日時点におけるアーカイブ。 2019年11月26日閲覧。
- “環境との共生 十勝エコパーク全面供用（下）”. 十勝毎日新聞 (十勝毎日新聞社). (2008年).  オリジナルの2016年10月18日時点におけるアーカイブ。 2019年11月26日閲覧。